# Echizen (pueblo)
Echizen (越前町 Echizen-chō?) es un pueblo localizado en la prefectura de Fukui, Japón. En octubre de 2019 tenía una población estimada de 20.171 habitantes y una densidad de población de 132 personas por km². Su área total es de 153,15 km².

## Geografía

### Localidades circundantes
- Prefectura de Fukui
  - Echizen
  - Fukui
  - Minamiechizen
  - Sabae

## Demografía
Según los datos del censo japonés, esta es la población de Echizen en los últimos años.
| 1995   | 2000   | 2005   | 2010   | 2015   |
| ------ | ------ | ------ | ------ | ------ |
| 25.158 | 25.017 | 23.995 | 23.160 | 21.538 |